# Maude Nepveu-Villeneuve
Maude Nepveu-Villeneuve est née à Montréal en 1985 et y vit toujours. Elle est autrice, éditrice et professeure de littérature,.

## Biographie
Elle étudie à l’Université du Québec à Montréal, où elle obtient en 2007 un baccalauréat en Art dramatique profil Critique et dramaturgie, puis, en 2009, un baccalauréat en Études littéraires, suivi d’une maîtrise en Études littéraires en 2013.

### Vie littéraire
Elle joint l’équipe des Éditions de Ta Mère en 2006 à titre de réviseure linguistique. En 2010, elle est embauchée au département de français du cégep du Vieux Montréal, où elle enseigne toujours. En 2011, elle devient copropriétaire des Éditions de Ta Mère et y coordonne depuis la révision et la correction des ouvrages en plus d’assumer des fonctions éditoriales.
Toujours en 2011, elle publie son premier roman, Partir de rien, qui sera réédité en 2019 et qui explore les thèmes du passage de l’adolescence à l’âge adulte et des amitiés toxiques. En 2013, elle assure la codirection éditoriale du collectif Maison des jeunes, un recueil de nouvelles ayant pour thème l’adolescence. En 2015, elle fait paraître son deuxième roman, La remontée, qui s’intéresse quant à lui aux tabous reliés à l’ambivalence maternelle et à la conciliation entre création et maternité.
En 2017, elle participe comme autrice invitée au projet «Possibles» organisé par LA SERRE – arts vivants dans le cadre des célébrations du 375e anniversaire de Montréal avec le texte Objets flottants, qui examine le rapport au fleuve des Montréalais. Ce texte est publié, dans une version remaniée, sous le titre Félix et le fleuve dans la collection «Pives» chez Paulette Éditrice, une maison d’édition suisse, en 2018.
En 2019, elle publie son premier album jeunesse, Simone sous les ronces, aux éditions Fonfon. Cet album, illustré par Sandra Dumais, aborde l’anxiété chez les enfants et remporte le Prix des libraires du Québec en 2020 (catégorie Jeunesse, 0-5 ans). L’album est également finaliste la même année au Prix du livre jeunesse des bibliothèques de Montréal. Il paraît en anglais sous le titre Olivia Wrapped in Vines chez Orca Books en février 2022.
Elle publie son troisième roman, Après Céleste, en 2021, qui emprunte la forme du réalisme magique pour traiter du deuil périnatal et qui reçoit un chaleureux accueil critique,,. Il est finaliste au Prix des libraires du Québec de 2022 .

## Œuvres

### Romans et novella
- La remontée, Montréal, Les Éditions de Ta Mère, 2015, 187 p.  (ISBN 9782923553795)
- Félix et le fleuve, Lausanne, Paulette éditrice, 2018, 83 p.  (ISBN 9782940575176)
- Partir de rien, Montréal, Les Éditions de Ta Mère, 2019, 2e éd. (1re éd. 2011), 224 p. (ISBN 978-2-924670-53-8)
- Après Céleste, Montréal, Les Éditions de Ta Mère, 2021, 160 p.  (ISBN 9782925110187)

### Littérature jeunesse
- Simone sous les ronces, illustré par Sandra Dumais, Montréal, Éditions Fonfon, 2019, 32 p.  (ISBN 9782923813998)
- Je t'écris de mon lit, illustré par Agathe Bray-Bourret, Montréal, Éditions Les 400 coups, 2023, 32 p.  (ISBN 9782898151774)
- Le dernier mot, Montréal, Les Éditions de la Bagnole, 2024, 232 p.  (ISBN 9782897141462)

### Ouvrages collectifs
- « Le chat noir et autres contes », dans Monstres et fantômes (sous la direction de Stéphane Dompierre), Montréal, Québec Amérique, 2018, p 179-204.  (ISBN 978-2-7644-3660-8)

## Prix et honneurs
- 2020 : Lauréate du Prix des Libraires du Québec – Jeunesse, 0-5 ans, pour Simone sous les ronces[14]
- 2020 : Finaliste du Prix du livre jeunesse des Bibliothèques de Montréal pour Simone sous les ronces[8]
- 2022 : Finaliste du Prix des Libraires du Québec – Roman-Nouvelles-Récit, pour Après Céleste[13]
- 2023 : Finaliste du Prix littéraire du Gouverneur général, catégorie Littérature jeunesse - livres illustrés, pour Je t'écris de mon lit[15]
- 2025 : Finaliste du Prix des Libraires du Québec, catégorie 12-17 ans, pour Le dernier mot[16]

### Pages connexes
- Éditions de Ta Mère
- Prix des libraires du Québec
- Prix du livre jeunesse des bibliothèques de Montréal